# Liste von Terroranschlägen im Jahr 2009
Die Liste von Terroranschlägen im Jahr 2009 enthält eine unvollständige Auswahl von Terroranschlägen, die im Jahr 2009 passierten. Attentate werden gesondert in der Liste bekannter Attentate behandelt. Die Liste von Sprengstoffanschlägen listet auch nichtterroristische Anschläge. Die Liste von Flugzeugentführungen enthält eine Liste mit meist terroristischem Hintergrund. Im Artikel Rechtsterrorismus werden weitere terroristische Anschläge aufgezählt.

## Erläuterung
In der Spalte Politische Ausrichtung ist die politische bzw. weltanschauliche Einordnung der Täter angegeben: faschistisch, rassistisch, nationalistisch, nationalsozialistisch, sozialistisch, kommunistisch, antiimperialistisch, islamistisch (schiitisch, sunnitisch, deobandisch, salafistisch, wahhabitisch), hinduistisch. Bei vorrangig auf staatliche Unabhängigkeit oder Autonomie zielender Ausrichtung ist autonomistisch vorangestellt, gefolgt von der Region oder der Volksgruppe und ggf. weiteren Merkmalen der Täter: armenisch, irisch (katholisch), kurdisch, tirolisch, tschetschenisch, dagestanisch, punjabisch (sikhistisch), palästinensisch.
Die Opferzahlen der Anschläge werden farbig dargestellt:

Die Zahl bei den Anschlägen getöteter/verletzter Täter ist in Klammern ( ) gesetzt.

## Januar
| Datum/Beginn    | Betroffenes Land             | Anschlag                       | Täter                 | Politische Ausrichtung                                                  | Mittel                             | Ziel                                                 | Tote    | Verletzte | Hintergrund                       |
| --------------- | ---------------------------- | ------------------------------ | --------------------- | ----------------------------------------------------------------------- | ---------------------------------- | ---------------------------------------------------- | ------- | --------- | --------------------------------- |
| 01. Januar 2009 | Indien                       | Anschlag in Guwahati           | vermutlich ULFA       | autonomistisch, assamesisch-nationalistisch, marxistisch, sozialistisch | 3 Sprengsätze                      | Märkte                                               | 5       | 50        | Aufstand im Nordosten Indiens     |
| 02. Januar 2009 | Demokratische Republik Kongo | Anschlag in Orientale          | LRA                   | christlich                                                              | Schusswaffen                       | Garamba-Nationalparks                                | 20      | 5         | LRA-Konflikt                      |
| 02. Januar 2009 | Sri Lanka                    | Anschlag in Colombo            | LTTE                  | autonomistisch, tamilisch-sozialistisch                                 | Selbstmordattentäterin             | Luftwaffenstützpunkt                                 | 2 (+1)  | 31        | Bürgerkrieg in Sri Lanka          |
| 02. Januar 2009 | Irak                         | Anschlag in Babil              | Islamic State of Iraq | salafistisch, wahhabitisch                                              | Selbstmordattentäter               | Tagung                                               | 29 (+1) | 110       | Irakischer Widerstand             |
| 04. Januar 2009 | Irak                         | Anschlag nahe Bagdad           |                       |                                                                         | Selbstmordattentäterin             | Kontrollpunkt, Pilger                                | 35 (+1) | 65        | Irakischer Widerstand             |
| 04. Januar 2009 | Pakistan                     | Anschlag in Khyber Pakhtunkhwa |                       |                                                                         | Selbstmordattentäter               | Polizeifahrzeug                                      | 10 (+1) | 21        | Konflikt in Nordwest-Pakistan     |
| 08. Januar 2009 | Demokratische Republik Kongo | Anschlag in Haut-Uele          | LRA                   | christlich                                                              |                                    | Dörfer                                               | 256     |           | LRA-Konflikt                      |
| 08. Januar 2009 | Demokratische Republik Kongo | Anschlag in Haut-Uele          | LRA                   | christlich                                                              |                                    |                                                      | 36      |           | LRA-Konflikt                      |
| 08. Januar 2009 | Demokratische Republik Kongo | Anschlag in Tomati, Haut-Uele  | LRA                   | christlich                                                              |                                    | Dorf                                                 | 30      |           | LRA-Konflikt                      |
| 09. Januar 2009 | Demokratische Republik Kongo | Anschlag in Orientale          | LRA                   | christlich                                                              | Schusswaffen                       | Dorf                                                 | 20      | 0         | LRA-Konflikt                      |
| 11. Januar 2009 | Demokratische Republik Kongo | Anschlag in Orientale          | vermutlich LRA        | christlich                                                              | Schusswaffen                       | Dorf                                                 | 5–30    |           | LRA-Konflikt                      |
| 13. Januar 2009 | Demokratische Republik Kongo | Anschlag in Diagbe, Haut-Uele  | LRA                   | christlich                                                              |                                    | Dorf                                                 | 23      |           | LRA-Konflikt                      |
| 16. Januar 2009 | Demokratische Republik Kongo | Anschlag in Tora, Haut-Uele    | LRA                   | christlich                                                              |                                    | Dorf                                                 | 100     |           | LRA-Konflikt                      |
| 17. Januar 2009 | Demokratische Republik Kongo | Anschlag in Orientale          | LRA                   | christlich                                                              | Brandstiftung, Äxte                | Gläubige in Kirche, Zivilisten, Wohnungen, Geschäfte | 400     |           | LRA-Konflikt                      |
| 17. Januar 2009 | Afghanistan                  | Anschlag nahe Kabul            |                       |                                                                         | Selbstmordattentäter mit Autobombe | Deutsche Botschaft                                   | 0 (+1)  | 20        | Krieg in Afghanistan              |
| 27. Januar 2009 | Kolumbien                    | Anschlag in Bogotá             | vermutlich FARC-EP    | marxistisch-leninistisch, links-nationalistisch                         | Sprengsatz                         | Videothek                                            | 2       | 20        | Bewaffneter Konflikt in Kolumbien |

## Februar
| Datum/Beginn     | Betroffenes Land | Anschlag                     | Täter                            | Politische Ausrichtung                  | Mittel                                           | Ziel               | Tote    | Verletzte | Hintergrund                   |
| ---------------- | ---------------- | ---------------------------- | -------------------------------- | --------------------------------------- | ------------------------------------------------ | ------------------ | ------- | --------- | ----------------------------- |
| 02. Februar 2009 | Sri Lanka        | Anschlag in Mullaitivu       | vermutlich LTTE                  | autonomistisch, tamilisch-sozialistisch | Raketen                                          | Krankenhaus        | 9       | 20        | Bürgerkrieg in Sri Lanka      |
| 03. Februar 2009 | Irak             | Anschlag nahe Kerbela        |                                  |                                         | Autobombe                                        | Schiitische Pilger | 21      | 128       | Irakischer Widerstand         |
| 03. Februar 2009 | Pakistan         | Anschlag in Dera Ismail Khan |                                  |                                         | Granate                                          | Moschee            | 1       | 25        | Konflikt in Nordwest-Pakistan |
| 05. Februar 2009 | Pakistan         | Anschlag in Punjab           |                                  |                                         | Selbstmordattentäter                             | Prozession         | 32 (+1) | 48        | Konflikt in Nordwest-Pakistan |
| 09. Februar 2009 | Sri Lanka        | Anschlag in Mullaitivu       | LTTE                             | autonomistisch, tamilisch-sozialistisch | Selbstmordattentäterin                           | Flüchtlingslager   | 29 (+1) | 64        | Bürgerkrieg in Sri Lanka      |
| 10. Februar 2009 | Sri Lanka        | Anschlag in Mullaitivu       | vermutlich LTTE                  | autonomistisch, tamilisch-sozialistisch | Schusswaffen                                     | Zivilisten         | 19      | 75        | Bürgerkrieg in Sri Lanka      |
| 11. Februar 2009 | Irak             | Anschlag in Bagdad           |                                  |                                         | 2 Autobomben                                     | Bushaltestelle     | 16      | 45        | Irakischer Widerstand         |
| 11. Februar 2009 | Afghanistan      | Anschlag in Kabul            | Haqqani-Netzwerk                 | deobandisch-fundamentalistisch          | 2 Selbstmordattentäter                           | Justizministerium  | 12 (+2) | 28        | Krieg in Afghanistan          |
| 12. Februar 2009 | Irak             | Anschlag in Kerbela          |                                  |                                         | Selbstmordattentäter                             | Schiitische Pilger | 8 (+1)  | 56        | Irakischer Widerstand         |
| 13. Februar 2009 | Irak             | Anschlag in Babil            | vermutlich Islamic State of Iraq | salafistisch, wahhabitisch              | Selbstmordattentäterin                           | Schiitische Pilger | 40 (+1) | 80        | Irakischer Widerstand         |
| 15. Februar 2009 | Irak             | Anschlag in Bagdad           |                                  |                                         | Sprengsatz                                       | Minibus            | 2       | 20        | Irakischer Widerstand         |
| 20. Februar 2009 | Sri Lanka        | Anschlag in Colombo          | LTTE                             | autonomistisch, tamilisch-sozialistisch | Selbstmordattentäter mit Flugzeugen, Sprengstoff | Zivilisten         | 2 (+2)  | 50        | Bürgerkrieg in Sri Lanka      |
| 20. Februar 2009 | Pakistan         | Anschlag in Dera Ismail Khan |                                  |                                         | Selbstmordattentäter                             | Beerdigung         | 26 (+1) | 65        | Konflikt in Nordwest-Pakistan |
| 22. Februar 2009 | Ägypten          | Anschlag nahe Kairo          |                                  |                                         | Sprengsatz                                       | Markt              | 1       | 25        |                               |
| 23. Februar 2009 | Ungarn           | Anschlag nahe Budapest       | Rechtsextremisten                | rassistisch, rechtsextremistisch        | Schusswaffen, Molotowcocktails                   | Romafamilie        | 2       | 2         |                               |

## März
| Datum/Beginn  | Betroffenes Land   | Anschlag               | Täter                       | Politische Ausrichtung                                                                      | Mittel                                 | Ziel                    | Tote    | Verletzte | Hintergrund                   |
| ------------- | ------------------ | ---------------------- | --------------------------- | ------------------------------------------------------------------------------------------- | -------------------------------------- | ----------------------- | ------- | --------- | ----------------------------- |
| 03. März 2009 | Pakistan Sri Lanka | Anschlag in Lahore     |                             |                                                                                             | Schusswaffen                           | Veranstaltung           | 7       | 10        |                               |
| 05. März 2009 | Irak               | Anschlag nahe Hilla    |                             |                                                                                             | Autobombe                              | Zivilisten              | 10      | 68        | Irakischer Widerstand         |
| 08. März 2009 | Irak               | Anschlag in Bagdad     | ISI                         | salafistisch, wahhabitisch                                                                  | Selbstmordattentäter auf Motorrad      | Polizeiakademie         | 28 (+1) | 58        | Irakischer Widerstand         |
| 10. März 2009 | Irak               | Anschlag in al-Anbar   | vermutlich al-Qaida im Irak | salafistisch, wahhabitisch, panislamisch, antikommunistisch, antizionistisch, antisemitisch | Selbstmordattentäter                   | Markt, Stammesführer    | 33 (+1) | 46        | Irakischer Widerstand         |
| 15. März 2009 | Uganda             | Anschlag in Kampala    |                             |                                                                                             | Sprengstoff                            | Transportflugzeug       | 11      | 0         |                               |
| 16. März 2009 | Pakistan           | Anschlag in Rawalpindi |                             |                                                                                             | Selbstmordattentäter mit Motorradbombe | Bushaltestelle          | 14 (+1) | 28        | Konflikt in Nordwest-Pakistan |
| 23. März 2009 | Irak               | Anschlag in Jalawla    | vermutlich al-Qaida im Irak | salafistisch, wahhabitisch, panislamisch, antikommunistisch, antizionistisch, antisemitisch | Selbstmordattentäter                   | Beerdigung              | 15 (+1) | 30        | Irakischer Widerstand         |
| 26. März 2009 | Irak               | Anschlag in Bagdad     |                             |                                                                                             | Autobombe                              | Markt                   | 20      | 38        | Irakischer Widerstand         |
| 27. März 2009 | Pakistan           | Anschlag nahe Jamrud   | vermutlich TTP              | deobandisch, islamisch-fundamentalistisch                                                   | Selbstmordattentäter                   | Moschee                 | 56 (+1) | 158       | Konflikt in Nordwest-Pakistan |
| 30. März 2009 | Pakistan           | Anschlag im Punjab     | TTP                         | deobandisch, islamisch-fundamentalistisch                                                   | Schusswaffen, Granaten                 | Polizeitrainingszentrum | 12      | 90        | Konflikt in Nordwest-Pakistan |

## April
| Datum/Beginn   | Betroffenes Land | Anschlag                   | Täter                                                                         | Politische Ausrichtung                                                                      | Mittel                               | Ziel                                             | Tote    | Verletzte | Hintergrund                   |
| -------------- | ---------------- | -------------------------- | ----------------------------------------------------------------------------- | ------------------------------------------------------------------------------------------- | ------------------------------------ | ------------------------------------------------ | ------- | --------- | ----------------------------- |
| 05. April 2009 | Pakistan         | Anschlag in Chakwal        | vermutlich TTP                                                                | deobandisch, islamisch-fundamentalistisch                                                   | Selbstmordattentäter                 | Moschee                                          | 24 (+1) | 140       | Konflikt in Nordwest-Pakistan |
| 06. April 2009 | Irak             | Anschlag in Bagdad         | vermutlich al-Qaida im Irak                                                   | salafistisch, wahhabitisch, panislamisch, antikommunistisch, antizionistisch, antisemitisch | Autobombe                            | Markt                                            | 10      | 65        | Irakischer Widerstand         |
| 06. April 2009 | Irak             | Anschlag in Bagdad         | al-Qaida im Irak                                                              | salafistisch, wahhabitisch, panislamisch, antikommunistisch, antizionistisch, antisemitisch | Autobombe                            | Markt                                            | 4       | 20        | Irakischer Widerstand         |
| 06. April 2009 | Irak             | Anschlag in Bagdad         | al-Qaida im Irak                                                              | salafistisch, wahhabitisch, panislamisch, antikommunistisch, antizionistisch, antisemitisch | 2 Autobomben                         | Markt, Klinik, Schule, Kontrollpunkt, Zivilisten | 12      | 25        | Irakischer Widerstand         |
| 06. April 2009 | Indien           | Anschlag in Guwahati       | vermutlich ULFA                                                               | autonomistisch, assamesisch-nationalistisch, marxistisch, sozialistisch                     | Autobombe                            | Markt                                            | 9       | 57        | Aufstand im Nordosten Indiens |
| 07. April 2009 | Irak             | Anschlag in Bagdad         | vermutlich ISI                                                                | salafistisch, wahhabitisch                                                                  | Autobombe                            | Moschee, Zivilisten                              | 9       | 20        | Irakischer Widerstand         |
| 08. April 2009 | Irak             | Anschlag nahe Bagdad       | al-Qaida im Irak                                                              | salafistisch, wahhabitisch, panislamisch, antikommunistisch, antizionistisch, antisemitisch | Sprengsatz                           | Fußgängerzone                                    | 7       | 23        | Irakischer Widerstand         |
| 08. April 2009 | Irak             | Anschlag in Bagdad         |                                                                               |                                                                                             | Autobombe                            | Zivilisten                                       | 6       | 25        | Irakischer Widerstand         |
| 15. April 2009 | Irak             | Anschlag in Kirkuk         | vermutlich ISI                                                                | salafistisch, wahhabitisch                                                                  | Autobombe                            | Polizeibus                                       | 11      | 21        | Irakischer Widerstand         |
| 18. April 2009 | Tschechien       | Anschlag nahe Vítkov       | Rechtsextremisten (Václav Cojocaru, Ivo Müller, Jaromír Lukeš, David Vaculík) | rechtsextremistisch, nationalsozialistisch, rassistisch                                     | Molotowcocktails                     | Gebäude, Roma                                    | 0       | 3         |                               |
| 20. April 2009 | Sri Lanka        | Anschlag in der Ostprovinz | vermutlich Tamil Tigers                                                       | autonomistisch, tamilisch-sozialistisch                                                     | 3 Selbstmordattentäter, Schusswaffen | Zivilisten                                       | 17 (+3) | 200+      | Bürgerkrieg in Sri Lanka      |
| 23. April 2009 | Irak             | Anschlag in Bagdad         |                                                                               |                                                                                             | Selbstmordattentäterin               | Zivilisten                                       | 31 (+1) | 50        | Irakischer Widerstand         |
| 23. April 2009 | Irak             | Anschlag in Diyala         |                                                                               |                                                                                             | Selbstmordattentäter                 | Schiitische Pilger                               | 48 (+1) | 77        | Irakischer Widerstand         |
| 24. April 2009 | Irak             | Anschlag in Bagdad         |                                                                               |                                                                                             | 2 Selbstmordattentäterinnen          | Schrein                                          | 66 (+2) | 127       | Irakischer Widerstand         |
| 25. April 2009 | Somalia          | Anschlag in Mogadischu     | al-Shabaab                                                                    | wahhabitisch, islamistisch                                                                  | Mörser                               | Parlamentsgebäude                                | 8       | 21        | Somalischer Bürgerkrieg       |
| 26. April 2009 | Afghanistan      | Anschlag in Parwan         |                                                                               |                                                                                             | Giftgas                              | Mädchenschule                                    | 0       | 46        | Krieg in Afghanistan          |
| 29. April 2009 | Irak             | Anschlag in Bagdad         | vermutlich Islamic State of Iraq                                              | salafistisch, wahhabitisch                                                                  | 2 Autobomben                         | Märkte                                           | 45      | 78        | Irakischer Widerstand         |

## Mai
| Datum/Beginn | Betroffenes Land             | Anschlag                    | Täter                            | Politische Ausrichtung                                     | Mittel                                           | Ziel                                    | Tote   | Verletzte | Hintergrund                   |
| ------------ | ---------------------------- | --------------------------- | -------------------------------- | ---------------------------------------------------------- | ------------------------------------------------ | --------------------------------------- | ------ | --------- | ----------------------------- |
| 06. Mai 2009 | Irak                         | Anschlag nahe Bagdad        |                                  |                                                            | Selbstmordattentäter mit Autobombe               | Markt                                   | 9 (+1) | 37        | Irakischer Widerstand         |
| 09. Mai 2009 | Demokratische Republik Kongo | Anschlag in Busurungi       | vermutlich FDLR                  | hutu-nationalistisch                                       | Schusswaffen, Macheten, Brandstiftung            | Dorf                                    | 86     | 24        | Dritter Kongokrieg            |
| 11. Mai 2009 | Afghanistan                  | Anschlag in Parwan          | vermutlich Taliban               | deobandisch-fundamentalistisch, paschtunisch, islamistisch | Giftgas                                          | Mädchenschule                           | 0      | 63        | Krieg in Afghanistan          |
| 12. Mai 2009 | Sri Lanka                    | Anschlag in der Nordprovinz |                                  |                                                            | Mörser                                           | Medizinische Einrichtung                | 49     | 50        | Bürgerkrieg in Sri Lanka      |
| 12. Mai 2009 | Afghanistan                  | Anschlag in Kapisa          | vermutlich Taliban               | deobandisch-fundamentalistisch, paschtunisch, islamistisch | Giftgas                                          | Mädchenschule                           | 0      | 98        | Krieg in Afghanistan          |
| 12. Mai 2009 | Afghanistan                  | Anschlag in Chost           | vermutlich Taliban               | deobandisch-fundamentalistisch, paschtunisch, islamistisch | Selbstmordattentäter, Schusswaffen               | Polizeihauptquartier, Regierungsgebäude | 18     | 50        | Krieg in Afghanistan          |
| 13. Mai 2009 | Afghanistan                  | Anschlag in Chost           | vermutlich Taliban               | deobandisch-fundamentalistisch, paschtunisch, islamistisch | Selbstmordattentäter mit Autobombe               | NATO-Stützpunkt                         | 6 (+1) | 21        | Krieg in Afghanistan          |
| 16. Mai 2009 | Pakistan                     | Anschlag in Peschawar       |                                  |                                                            | Autobombe                                        | Zivilisten                              | 13     | 33        | Konflikt in Nordwest-Pakistan |
| 17. Mai 2009 | Nepal                        | Anschlag in Dhanusha        | Terai Rastriya Mukti Sena        |                                                            | Sprengsatz                                       | Bahnhof, Zug, Zivilisten                | 0      | 30        |                               |
| 20. Mai 2009 | Irak                         | Anschlag in Bagdad          | vermutlich Islamic State of Iraq | salafistisch, wahhabitisch                                 | Autobombe                                        | Zivilisten                              | 41     | 83        | Irakischer Widerstand         |
| 22. Mai 2009 | Pakistan                     | Anschlag in Peschawar       |                                  |                                                            | Autobombe                                        | Kino                                    | 7      | 80        | Konflikt in Nordwest-Pakistan |
| 24. Mai 2009 | Demokratische Republik Kongo | Anschlag nahe Dungu         | LRA                              | christlich                                                 | Brandstiftung                                    | Dorf                                    | 7      | 20        | LRA-Konflikt                  |
| 24. Mai 2009 | Österreich                   | Anschlag in Wien            | Khalistan Zindabad Force         | autonomistisch                                             | Schusswaffen, Messer                             | Guru Ravidass Gurdwara                  | 1      | 17        |                               |
| 26. Mai 2009 | Usbekistan                   | Anschlag in Andijon         | Islamische Dschihad-Union        | panislamisch, islamisch-fundamentalistisch                 | Selbstmordattentäter                             | Polizist                                | 1 (+1) | 3         |                               |
| 26. Mai 2009 | Usbekistan                   | Anschlag in Xonobod         | Islamische Dschihad-Union        | panislamisch, islamisch-fundamentalistisch                 | Raketenwerfer, Schusswaffen                      | Polizeistation                          | 1      | 3         |                               |
| 27. Mai 2009 | Pakistan                     | Anschlag in Lahore          | TTP                              | deobandisch, islamisch-fundamentalistisch                  | Selbstmordattentäter mit Autobombe, Schusswaffen | Regierungs- und Polizeigebäude          | 30     | 200+      | Konflikt in Nordwest-Pakistan |
| 28. Mai 2009 | Pakistan                     | Anschlag in Peschawar       |                                  |                                                            | Sprengsatz                                       | Zivilisten                              | 1      | 20        | Konflikt in Nordwest-Pakistan |
| 28. Mai 2009 | Pakistan                     | Anschlag in Peschawar       | TTP                              | deobandisch, islamisch-fundamentalistisch                  | Autobombe, Schusswaffen                          | Zivilisten                              | 5 (+2) | 70        | Konflikt in Nordwest-Pakistan |
| 29. Mai 2009 | Iran                         | Anschlag in Zahedan         |                                  |                                                            | Sprengsatz                                       | Moschee                                 | 20     | 50        |                               |

## Juni
| Datum/Beginn  | Betroffenes Land | Anschlag                       | Täter                             | Politische Ausrichtung                                                    | Mittel                                                | Ziel                                | Tote     | Verletzte | Hintergrund                   |
| ------------- | ---------------- | ------------------------------ | --------------------------------- | ------------------------------------------------------------------------- | ----------------------------------------------------- | ----------------------------------- | -------- | --------- | ----------------------------- |
| 03. Juni 2009 | Irak             | Anschlag in Bagdad             |                                   |                                                                           | Sprengsatz                                            | Café                                | 9        | 31        | Irakischer Widerstand         |
| 05. Juni 2009 | Somalia          | Anschlag in Galguduud          |                                   |                                                                           |                                                       | Milizionäre                         | 28 (+36) |           | Somalischer Bürgerkrieg       |
| 05. Juni 2009 | Pakistan         | Anschlag in Khyber Pakhtunkhwa | vermutlich TTP                    | deobandisch, islamisch-fundamentalistisch                                 | Selbstmordattentäter                                  | Moschee                             | 30 (+1)  | 60        | Konflikt in Nordwest-Pakistan |
| 08. Juni 2009 | Irak             | Anschlag in Bagdad             |                                   |                                                                           | Sprengsatz                                            | Minibus                             | 7        | 24        | Irakischer Widerstand         |
| 09. Juni 2009 | Pakistan         | Anschlag in Peschawar          | vermutlich TTP                    | deobandisch, islamisch-fundamentalistisch                                 | 3 Selbstmordattentäter mit Autobombe und Schusswaffen | Hotel                               | 16 (+3)  | 57        | Konflikt in Nordwest-Pakistan |
| 10. Juni 2009 | Irak             | Anschlag in Dhi Qar            | vermutlich ISI                    | salafistisch, wahhabitisch                                                | Selbstmordattentäter mit Autobombe                    | Zivilisten                          | 27 (+1)  | 45        | Irakischer Widerstand         |
| 11. Juni 2009 | Pakistan         | Anschlag in Khyber Pakhtunkhwa |                                   |                                                                           | Granate                                               | Zivilisten                          | 0        | 21        | Konflikt in Nordwest-Pakistan |
| 11. Juni 2009 | Pakistan         | Anschlag in Belutschistan      | vermutlich Baloch Republican Army | autonomistisch, belutschisch-nationalistisch                              | Sprengsatz                                            | Passagierzug                        | 1        | 32        | Belutschistankonflikt         |
| 12. Juni 2009 | Indien           | Anschlag in Jharkhand          | vermutlich CPI                    | kommunistisch, marxistisch-leninistisch-maoistisch, links-nationalistisch | Schusswaffen                                          | Bankgebäude, Polizisten, Zivilisten | 12       | 24        | Naxalitenaufstand             |
| 14. Juni 2009 | Pakistan         | Anschlag in Dera Ismail Khan   |                                   |                                                                           | Autobombe                                             | Markt                               | 9        | 36        | Konflikt in Nordwest-Pakistan |
| 18. Juni 2009 | Somalia          | Anschlag in Beledweyne         | vermutlich al-Shabaab             | wahhabitisch, islamistisch                                                | Selbstmordattentäter mit Autobombe                    | Hotel                               | 54 (+1)  | 62        | Somalischer Bürgerkrieg       |
| 20. Juni 2009 | Philippinen      | Anschlag in Maasim             | vermutlich MILF                   | autonomistisch, moro-sozialistisch                                        | 2 Granaten                                            | Zivilisten                          | 1        | 32        | Moro-Konflikt                 |
| 20. Juni 2009 | Irak             | Anschlag in Tuz Churmatu       | vermutlich Islamic State of Iraq  | salafistisch, wahhabitisch                                                | Selbstmordattentäter mit Autobombe                    | Moschee                             | 82 (+1)  | 211       | Irakischer Widerstand         |
| 21. Juni 2009 | Irak             | Anschlag in Bagdad             |                                   |                                                                           | Selbstmordattentäter                                  | Restaurant                          | 15 (+1)  | 25        | Irakischer Widerstand         |
| 22. Juni 2009 | Irak             | Anschlag in Bagdad             |                                   |                                                                           | Autobombe                                             | Markt                               | 4        | 30        | Irakischer Widerstand         |
| 22. Juni 2009 | Afghanistan      | Anschlag in Chost              |                                   |                                                                           | Sprengsatz, Selbstmordattentäter mit Motorradbombe    | Zivilisten                          | 6 (+1)   | 26        | Krieg in Afghanistan          |
| 22. Juni 2009 | Afghanistan      | Anschlag in Chost              | vermutlich Taliban                | deobandisch-fundamentalistisch, paschtunisch, islamistisch                | Sprengsatz, Selbstmordattentäter mit Autobombe        | Regierungsgebäude                   | 10 (+1)  | 41        | Krieg in Afghanistan          |
| 22. Juni 2009 | Irak             | Anschlag in Bagdad             |                                   |                                                                           | Sprengsatz                                            | Zivilisten                          | 5        | 20        | Irakischer Widerstand         |
| 22. Juni 2009 | Irak             | Anschlag in Bagdad             |                                   |                                                                           | Autobombe                                             | Markt                               | 4        | 20        | Irakischer Widerstand         |
| 24. Juni 2009 | Irak             | Anschlag in Bagdad             |                                   |                                                                           | Autobombe                                             | Einkaufszentrum                     | 55       | 116       | Irakischer Widerstand         |
| 25. Juni 2009 | Irak             | Anschlag in Bagdad             |                                   |                                                                           | Sprengsatz                                            | Markt                               | 2        | 26        | Irakischer Widerstand         |
| 26. Juni 2009 | Irak             | Anschlag in Bagdad             |                                   |                                                                           | Autobombe                                             | Markt                               | 13       | 45        | Irakischer Widerstand         |
| 30. Juni 2009 | Irak             | Anschlag in Kirkuk             | vermutlich Islamic State of Iraq  | salafistisch, wahhabitisch                                                | Autobombe                                             | Kurdischer Gemüsemarkt              | 35       | 95        | Irakischer Widerstand         |

## Juli
| Datum/Beginn  | Betroffenes Land | Anschlag                    | Täter                            | Politische Ausrichtung                                                               | Mittel                                      | Ziel                       | Tote     | Verletzte | Hintergrund                       |
| ------------- | ---------------- | --------------------------- | -------------------------------- | ------------------------------------------------------------------------------------ | ------------------------------------------- | -------------------------- | -------- | --------- | --------------------------------- |
| 02. Juli 2009 | Pakistan         | Anschlag in Rawalpindi      |                                  |                                                                                      | Selbstmordattentäter mit Motorradbombe      | Bus                        | 1 (+1)   | 40        | Konflikt in Nordwest-Pakistan     |
| 03. Juli 2009 | Mali             | Anschlag in Gao             | al-Qaida im Maghreb              | salafistisch, wahhabitisch                                                           |                                             | Militärkonvoi              | 28       | 0         |                                   |
| 05. Juli 2009 | China            | Anschlag in Ürümqi          |                                  |                                                                                      | Messer, Schlagstöcke, Steine, Brandstiftung | Han-Chinesische Zivilisten | 184      |           | Xinjiang-Konflikt                 |
| 05. Juli 2009 | Philippinen      | Anschlag nahe Cotabato City | vermutlich MILF                  | autonomistisch, moro-sozialistisch                                                   | Sprengsatz                                  | Kathedrale                 | 4        | 34        | Moro-Konflikt                     |
| 07. Juli 2009 | Philippinen      | Anschlag in Jolo            | vermutlich Abu Sajaf             | islamistisch, islamisch-fundamentalistisch                                           | Autobombe                                   | Tankstelle, Zivilisten     | 2        | 24        | Moro-Konflikt                     |
| 08. Juli 2009 | Afghanistan      | Anschlag in Lugar           |                                  |                                                                                      | Autobombe                                   | Zivilisten, Ersthelfer     | 25       | 5         | Krieg in Afghanistan              |
| 09. Juli 2009 | Tschechien       | Anschlag in Prag            |                                  |                                                                                      | Sprengfalle                                 | Restaurant                 | 0        | 4         |                                   |
| 09. Juli 2009 | Irak             | Anschlag in Bagdad          |                                  |                                                                                      | 2 Sprengsätze                               | Zivilisten                 | 9        | 35        | Irakischer Widerstand             |
| 09. Juli 2009 | Irak             | Anschlag in Bagdad          |                                  |                                                                                      | 2 Sprengsätze                               | Markt                      | 6        | 25        | Irakischer Widerstand             |
| 11. Juli 2009 | Irak             | Anschlag nahe Mossul        |                                  |                                                                                      | Autobombe                                   |                            | 5        | 38        | Irakischer Widerstand             |
| 12. Juli 2009 | Irak             | Anschlag in Bagdad          |                                  |                                                                                      | 4 Sprengsätze, Autobombe                    | Kirchen                    | 4        | 32        | Irakischer Widerstand             |
| 12. Juli 2009 | Indien           | Anschlag in Chhattisgarh    | CPI                              | kommunistisch, marxistisch-leninistisch-maoistisch, links-nationalistisch            | Schusswaffen                                | Polizisten                 | 25       | 0         | Naxalitenaufstand                 |
| 13. Juli 2009 | Pakistan         | Anschlag in Punjab          |                                  |                                                                                      | Sprengsatz                                  | Zivilisten                 | 15       | 70        | Konflikt in Nordwest-Pakistan     |
| 17. Juli 2009 | Indonesien       | Anschlag in Jakarta         | vermutlich Jemaah Islamiyah      | islamistisch, islamisch-fundamentalistisch, panislamisch, salafistisch, wahhabitisch | 2 Selbstmordattentäter                      | Hotels                     | 7 (+2)   | 50        |                                   |
| 18. Juli 2009 | Madagaskar       | Anschlag in Antananarivo    |                                  |                                                                                      | Schusswaffen, Sprengstoff                   | Radiosender                | 2        | 0         |                                   |
| 21. Juli 2009 | Irak             | Anschlag in Ramadi          | Sunnitische Extremisten          |                                                                                      | Selbstmordattentäter mit Autobombe          | Restaurants, Polizisten    | 5 (+1)   | 20        | Irakischer Widerstand             |
| 21. Juli 2009 | Kolumbien        | Anschlag in Corinto         | vermutlich FARC-EP               | marxistisch-leninistisch, links-nationalistisch                                      | Granate, Schusswaffen                       | Zivilisten                 | 3        | 20        | Bewaffneter Konflikt in Kolumbien |
| 21. Juli 2009 | Irak             | Anschlag in Bagdad          | Mahdi-Armee                      |                                                                                      | 2 Sprengsätze                               | Markt                      | 8        | 70        | Irakischer Widerstand             |
| 22. Juli 2009 | Irak             | Anschlag in Diyala          | vermutlich ISI                   | salafistisch, wahhabitisch                                                           | Maschinengewehre                            | Buskonvoi                  | 5        | 35        | Irakischer Widerstand             |
| 27. Juli 2009 | Nigeria          | Anschlag in Maiduguri       | vermutlich Boko Haram            | wahhabitisch, islamistisch                                                           |                                             | Polizeistation             | 52 (+23) |           | Scharia-Konflikt in Nigeria       |
| 28. Juli 2009 | Irak             | Anschlag in Bagdad          |                                  |                                                                                      | Sprengsatz                                  | Café                       | 2        | 28        | Irakischer Widerstand             |
| 29. Juli 2009 | Spanien          | Anschlag in Burgos          | vermutlich ETA                   | autonomistisch, baskisch-nationalistisch, marxistisch-leninistisch                   | Autobombe                                   | Polizeikaserne             | 0        | 46        | Baskischer Konflikt               |
| 30. Juli 2009 | Spanien          | Anschlag nahe Calvià        | ETA                              | autonomistisch, baskisch-nationalistisch, marxistisch-leninistisch                   | Sprengfalle                                 | Polizeifahrzeug            | 2        | 0         | Baskischer Konflikt               |
| 31. Juli 2009 | Irak             | Anschlag in Bagdad          | vermutlich Islamic State of Iraq | salafistisch, wahhabitisch                                                           | Autobombe                                   | Moschee                    | 24       | 107       | Irakischer Widerstand             |

## August
| Datum/Beginn    | Betroffenes Land             | Anschlag                       | Täter                                          | Politische Ausrichtung                                             | Mittel                                           | Ziel                            | Tote     | Verletzte | Hintergrund                         |
| --------------- | ---------------------------- | ------------------------------ | ---------------------------------------------- | ------------------------------------------------------------------ | ------------------------------------------------ | ------------------------------- | -------- | --------- | ----------------------------------- |
| 01. August 2009 | Pakistan                     | Anschlag in Punjab             | Demonstranten                                  |                                                                    | Brandstiftung, Schusswaffen                      | Gebäude, christliche Zivilisten | 7        | 20        |                                     |
| 02. August 2009 | Irak                         | Anschlag in Haditha            | vermutlich ISI                                 | salafistisch, wahhabitisch                                         | Autobombe                                        | Markt                           | 7        | 20        | Irakischer Widerstand               |
| 03. August 2009 | Irak                         | Anschlag nahe Hilla            |                                                |                                                                    | 2 Sprengsätze                                    | Schiitische Pilger in Bussen    | 2        | 26        | Irakischer Widerstand               |
| 06. August 2009 | Demokratische Republik Kongo | Anschlag in Orientale          | LRA                                            | christlich                                                         | Entführung                                       | Zivilisten                      | 100      | 0         | LRA-Konflikt                        |
| 06. August 2009 | Irak                         | Anschlag in Kirkuk             |                                                |                                                                    | Autobombe                                        | Markt                           | 5        | 30        | Irakischer Widerstand               |
| 07. August 2009 | Irak                         | Anschlag in Ninawa             |                                                |                                                                    | Selbstmordattentäter mit Autobombe               | Moschee                         | 39 (+1)  | 276       | Irakischer Widerstand               |
| 08. August 2009 | Mauretanien                  | Anschlag in Nouakchott         | Abu Obeida Musa al-Basri (al-Qaida im Maghreb) | wahhabitisch, salafistisch                                         | Selbstmordattentäter                             | Französische Botschaft          | 0 (+1)   | 3         |                                     |
| 09. August 2009 | Spanien                      | Anschlag in Palma              | ETA                                            | autonomistisch, baskisch-nationalistisch, marxistisch-leninistisch | Sprengsatz                                       | Restaurant                      | 0        | 2         | Baskischer Konflikt                 |
| 10. August 2009 | Irak                         | Anschlag in Bagdad             | vermutlich ISI                                 | salafistisch, wahhabitisch                                         | 2 Autobomben                                     | Schiitische Tagelöhner          | 14       | 81        | Irakischer Widerstand               |
| 10. August 2009 | Irak                         | Anschlag in Ninawa             | vermutlich ISI                                 | salafistisch, wahhabitisch                                         | 2 Autobomben                                     | Zivilisten                      | 25       | 70        | Irakischer Widerstand               |
| 11. August 2009 | Irak                         | Anschlag in Bagdad             | vermutlich ISI                                 | salafistisch, wahhabitisch                                         | 2 Autobomben, Sprengsatz                         | Zivilisten                      | 8        | 30        | Irakischer Widerstand               |
| 12. August 2009 | Demokratische Republik Kongo | Anschlag in Nord-Kivu          | vermutlich FDLR, vermutlich Mai-Mai            | hutu-nationalistisch                                               | Schusswaffen                                     | Mine                            | 19       | 45        | Konflikt im Ostkongo                |
| 12. August 2009 | Pakistan                     | Anschlag in Khyber Pakhtunkhwa | TTP                                            | deobandisch, islamisch-fundamentalistisch                          | Brandstiftung                                    | Milizstützpunkt                 | 70       | 0         | Konflikt in Nordwest-Pakistan       |
| 13. August 2009 | Irak                         | Anschlag nahe Sindschar        |                                                |                                                                    | 2 Selbstmordattentäter                           | Zivilisten                      | 21 (+2)  | 34        | Irakischer Widerstand               |
| 14. August 2009 | Nepal                        | Anschlag in Nigali             | vermutlich CPI                                 | marxistisch-leninistisch, maoistisch, links-nationalistisch        |                                                  | Zivilisten                      | 0        | 36        |                                     |
| 17. August 2009 | Russland                     | Anschlag in Nasran             | vermutlich Rijadus-Salichin                    | autonomistisch, islamistisch                                       | Sprengsatz                                       | Polizeistation                  | 25+      | 138+      | Russisch-Tschetschenischer Konflikt |
| 18. August 2009 | Algerien                     | Anschlag in Boumerdes          | vermutlich al-Qaida im Maghreb                 | salafistisch, wahhabitisch                                         | Selbstmordattentäter mit Autobombe               | Polizeiakademie                 | 42 (+1)  | 38        | Aufstand im Maghreb seit 2002       |
| 19. August 2009 | Irak                         | Anschlag in Bagdad             | Islamic State of Iraq                          | salafistisch, wahhabitisch                                         | Selbstmordattentäter mit Autobombe, 6 Autobomben | Finanzministerium               | 101 (+1) | 552       | Irakischer Widerstand               |
| 20. August 2009 | Irak                         | Anschlag in Babil              |                                                |                                                                    | 2 Sprengsätze                                    | Markt                           | 9        | 42        | Irakischer Widerstand               |
| 20. August 2009 | Irak                         | Anschlag in Babil              |                                                |                                                                    | Sprengsatz                                       | Minibus                         | 8        | 24        | Irakischer Widerstand               |
| 20. August 2009 | Irak                         | Anschlag in Babil              |                                                |                                                                    | 2 Sprengsätze                                    | Markt                           | 13       | 130       | Irakischer Widerstand               |
| 20. August 2009 | Philippinen                  | Anschlag in General Luna       |                                                |                                                                    | Granate                                          | Zivilisten                      | 1        | 20        | Moro-Konflikt                       |
| 21. August 2009 | Irak                         | Anschlag in Bagdad             |                                                |                                                                    | Haftbombe                                        | Lastwagen                       | 2        | 20        | Irakischer Widerstand               |
| 25. August 2009 | Thailand                     | Anschlag in Narathiwat         | vermutlich Runda Kumpulan Kecil                | autonomistisch, islamistisch                                       | Autobombe                                        | Restaurant                      | 0        | 43        | Konflikt in Südthailand seit 2004   |
| 25. August 2009 | Afghanistan                  | Anschlag in Kandahar           | vermutlich Taliban                             | deobandisch-fundamentalistisch, paschtunisch, islamistisch         | 5 Autobomben                                     | Japanische Baufirma             | 36       | 64        | Krieg in Afghanistan                |
| 29. August 2009 | Irak                         | Anschlag nahe Sindschar        | vermutlich ISI                                 | salafistisch, wahhabitisch                                         | Autobombe                                        | Zivilisten                      | 6        | 20        | Irakischer Widerstand               |

## September
| Datum/Beginn       | Betroffenes Land             | Anschlag                       | Täter              | Politische Ausrichtung                                     | Mittel                                      | Ziel                 | Tote    | Verletzte | Hintergrund                       |
| ------------------ | ---------------------------- | ------------------------------ | ------------------ | ---------------------------------------------------------- | ------------------------------------------- | -------------------- | ------- | --------- | --------------------------------- |
| 02. September 2009 | Afghanistan                  | Anschlag in Laghman            | Taliban            | deobandisch-fundamentalistisch, paschtunisch, islamistisch | Selbstmordattentäter                        | Moschee              | 18 (+1) | 35        | Krieg in Afghanistan              |
| 03. September 2009 | Irak                         | Anschlag in Babil              |                    |                                                            | Autobombe                                   | Schrein              | 3       | 51        | Irakischer Widerstand             |
| 03. September 2009 | Thailand                     | Anschlag in Pattani            |                    |                                                            | Autobombe                                   | Zivilisten           | 1       | 29        | Konflikt in Südthailand seit 2004 |
| 05. September 2009 | Kolumbien                    | Anschlag in Medellín           |                    |                                                            | Granate                                     | Zivilisten           | 1       | 30        | Bewaffneter Konflikt in Kolumbien |
| 07. September 2009 | Irak                         | Anschlag in Baquba             |                    |                                                            | Selbstmordattentäter                        | Moschee              | 5 (+1)  | 20        | Irakischer Widerstand             |
| 10. September 2009 | Irak                         | Anschlag in Hilla              |                    |                                                            | Sprengsätze                                 | Markt                | 2       | 20        | Irakischer Widerstand             |
| 10. September 2009 | Irak                         | Anschlag in Babil              |                    |                                                            | 2 Sprengsätze                               | Markt                | 4       | 29        | Irakischer Widerstand             |
| 10. September 2009 | Irak                         | Anschlag nahe Mossul           |                    |                                                            | 2 Selbstmordattentäter mit Autobomben       | Zivilisten           | 20 (+2) | 27        | Irakischer Widerstand             |
| 18. September 2009 | Irak                         | Anschlag in Babil              |                    |                                                            | Autobombe                                   | Markt                | 7       | 21        | Irakischer Widerstand             |
| 18. September 2009 | Pakistan                     | Anschlag in Khyber Pakhtunkhwa | Lashkar-e-Jhangvi  | deobandisch-fundamentalistisch, salafistisch               | Selbstmordattentäter mit Autobombe          | Markt                | 24 (+1) | 36        | Konflikt in Nordwest-Pakistan     |
| 25. September 2009 | Demokratische Republik Kongo | Anschlag in Orientale          | vermutlich LRA     | christlich                                                 | Macheten, Messer                            | Dorf                 | 22      | 0         | LRA-Konflikt                      |
| 26. September 2009 | Ruanda                       | Anschlag in der Südprovinz     |                    |                                                            | Granate                                     | Markt                | 4       | 52        | Konflikt in Nordwest-Pakistan     |
| 26. September 2009 | Pakistan                     | Anschlag in Peschawar          | TTP                | deobandisch, islamisch-fundamentalistisch                  | Selbstmordattentäter mit Autobombe, Granate | Bank                 | 6 (+1)  | 40        | Konflikt in Nordwest-Pakistan     |
| 28. September 2009 | Myanmar                      | Anschlag in Kokang             | Milizionäre        |                                                            |                                             | Soldaten, Polizisten | 26 (+8) | 0         | Bewaffnete Konflikte in Myanmar   |
| 29. September 2009 | Afghanistan                  | Anschlag in Kandahar           | vermutlich Taliban | deobandisch-fundamentalistisch, paschtunisch, islamistisch | Sprengsatz                                  | Bus                  | 30      | 39        | Krieg in Afghanistan              |

## Oktober
| Datum/Beginn     | Betroffenes Land | Anschlag                             | Täter                 | Politische Ausrichtung                                     | Mittel                                 | Ziel                    | Tote     | Verletzte | Hintergrund                       |
| ---------------- | ---------------- | ------------------------------------ | --------------------- | ---------------------------------------------------------- | -------------------------------------- | ----------------------- | -------- | --------- | --------------------------------- |
| 03. Oktober 2009 | Afghanistan      | Anschlag in Kunduz                   | vermutlich Taliban    | deobandisch-fundamentalistisch, paschtunisch, islamistisch | Motorradbombe                          | Markt                   | 4        | 20        | Krieg in Afghanistan              |
| 06. Oktober 2009 | Irak             | Anschlag in al-Anbar                 |                       |                                                            | Autobombe, Sprengsatz                  | Zivilisten              | 8        | 25        | Irakischer Widerstand             |
| 06. Oktober 2009 | Thailand         | Anschlag in Narathiwat               |                       |                                                            | 2 Autobomben, Sprengsatz, Schusswaffen | Zivilisten              | 3        | 49        | Konflikt in Südthailand seit 2004 |
| 07. Oktober 2009 | Afghanistan      | Anschlag in Ghazni                   |                       |                                                            | Rakete                                 | Kontrollpunkt, Bus      | 2        | 25        | Krieg in Afghanistan              |
| 08. Oktober 2009 | Afghanistan      | Anschlag in Kabul                    | Taliban               | deobandisch-fundamentalistisch, paschtunisch, islamistisch | Selbstmordattentäter mit Autobombe     | Indische Botschaft      | 12 (+1)  | 83        | Krieg in Afghanistan              |
| 09. Oktober 2009 | Pakistan         | Anschlag in Peschawar                |                       |                                                            | Selbstmordattentäter mit Autobombe     | Markt, Zivilisten       | 41 (+1)  | 100+      | Konflikt in Nordwest-Pakistan     |
| 13. Oktober 2009 | Somalia          | Anschlag in Mogadischu               | al-Shabaab            | wahhabitisch, islamistisch                                 | Entführung                             | Zivilisten              | 0        | 200+      | Somalischer Bürgerkrieg           |
| 14. Oktober 2009 | Irak             | Anschlag in Kerbela                  |                       |                                                            | 3 Sprengsätze                          | Zivilisten              | 4        | 40        | Irakischer Widerstand             |
| 14. Oktober 2009 | Republik Moldau  | Anschlag in Chișinău                 |                       |                                                            | Granate                                | Festival                | 0        | 39        |                                   |
| 15. Oktober 2009 | Pakistan         | Anschlag in Lahore                   | vermutlich TTP        | deobandisch, islamisch-fundamentalistisch                  | Granate, Schusswaffen                  | Polizeitrainingszentrum | 10       | 50        | Konflikt in Nordwest-Pakistan     |
| 16. Oktober 2009 | Irak             | Anschlag in Tal Afar                 |                       |                                                            | Selbstmordattentäterin                 | Moschee                 | 12 (+1)  | 75        | Irakischer Widerstand             |
| 18. Oktober 2009 | Iran             | Anschlag in Sistan und Belutschistan | Dschundollah          | sunnitisch-islamistisch, belutschisch-nationalistisch      | Selbstmordattentäter                   | Stammesversammlung      | 34 (+1)  | 25        |                                   |
| 20. Oktober 2009 | Philippinen      | Anschlag in Marawi                   |                       |                                                            | Granate                                | Zivilisten              | 3        | 21        | Moro-Konflikt                     |
| 20. Oktober 2009 | Pakistan         | Anschlag in Islamabad                |                       |                                                            | 2 Selbstmordattentäter                 | Universität             | 6 (+2)   | 33        | Konflikt in Nordwest-Pakistan     |
| 25. Oktober 2009 | Irak             | Anschlag in Bagdad                   | Islamic State of Iraq | salafistisch, wahhabitisch                                 | 2 Selbstmordattentäter mit Autobomben  | Regierungsgebäude       | 151 (+2) | 720       | Irakischer Widerstand             |
| 28. Oktober 2009 | Pakistan         | Anschlag in Peschawar                | vermutlich TTP        | deobandisch, islamisch-fundamentalistisch                  | Autobombe                              | Markt                   | 120      | 200       | Konflikt in Nordwest-Pakistan     |

## November
| Datum/Beginn      | Betroffenes Land | Anschlag               | Täter                          | Politische Ausrichtung                                                     | Mittel                                 | Ziel         | Tote    | Verletzte | Hintergrund                   |
| ----------------- | ---------------- | ---------------------- | ------------------------------ | -------------------------------------------------------------------------- | -------------------------------------- | ------------ | ------- | --------- | ----------------------------- |
| 01. November 2009 | Irak             | Anschlag in Babil      |                                |                                                                            | Sprengsatz                             | Markt        | 9       | 38        | Irakischer Widerstand         |
| 01. November 2009 | Irak             | Anschlag in Babil      |                                |                                                                            | Sprengstoffbeladenes Fahrrad           | Markt        | 5       | 37        | Irakischer Widerstand         |
| 02. November 2009 | Pakistan         | Anschlag in Rawalpindi |                                |                                                                            | Selbstmordattentäter mit Autobombe     | Bank         | 34 (+1) | 63        | Konflikt in Nordwest-Pakistan |
| 05. November 2009 | USA              | Anschlag in Killeen    | Nidal Malik Hasan              | islamistisch                                                               | Schusswaffen                           | Soldaten     | 13      | 31 (+1)   |                               |
| 10. November 2009 | Pakistan         | Anschlag in Charsadda  |                                |                                                                            | Selbstmordattentäter mit Autobombe     | Basar        | 33 (+1) | 100+      | Konflikt in Nordwest-Pakistan |
| 19. November 2009 | Indien           | Anschlag in Jharkhand  | vermutlich CPI                 | kommunistisch, marxistisch-leninistisch-maoistisch, links-nationalistisch  | Sprengsatz                             | Zug          | 2       | 45        | Naxalitenaufstand             |
| 19. November 2009 | Pakistan         | Anschlag in Peschawar  |                                |                                                                            | Selbstmordattentäter                   | Gericht      | 16 (+1) | 26        | Konflikt in Nordwest-Pakistan |
| 20. November 2009 | Afghanistan      | Anschlag in Farah      |                                |                                                                            | Selbstmordattentäter mit Motorradbombe | Markt        | 17 (+1) | 38        | Krieg in Afghanistan          |
| 22. November 2009 | Indien           | Anschlag in Assam      | vermutlich ULFA                | autonomistisch, assamesisch-nationalistisch, marxistisch, sozialistisch    | Sprengsatz                             | Hotel        | 8       | 54        | Aufstand im Nordosten Indiens |
| 25. November 2009 | Irak             | Anschlag in Kerbela    |                                |                                                                            | Sprengsatz, Motorradbombe              | Restaurant   | 5       | 26        | Irakischer Widerstand         |
| 26. November 2009 | Irak             | Anschlag in Babil      |                                |                                                                            | 2 Sprengsätze                          | Markt        | 3       | 28        | Irakischer Widerstand         |
| 27. November 2009 | Russland         | Anschlag nahe Bologoje | Kaukasus-Emirat                | autonomistisch-tschetschenisch, salafistisch, islamisch-fundamentalistisch | Sprengsatz                             | Passagierzug | 26      | 100       | Aufstand im Nordkaukasus      |
| 29. November 2009 | Mauretanien      | Anschlag in Nouakchott | vermutlich al-Qaida im Maghreb | wahhabitisch, salafistisch                                                 | Schusswaffen                           | Hilfskonvoi  | 0       | 1         |                               |

## Dezember
| Datum/Beginn      | Betroffenes Land             | Anschlag                       | Täter                        | Politische Ausrichtung                                                                      | Mittel                                         | Ziel                                                                                        | Tote     | Verletzte | Hintergrund                   |
| ----------------- | ---------------------------- | ------------------------------ | ---------------------------- | ------------------------------------------------------------------------------------------- | ---------------------------------------------- | ------------------------------------------------------------------------------------------- | -------- | --------- | ----------------------------- |
| 01. Dezember 2009 | Irak                         | Anschlag in Kirkuk             |                              |                                                                                             | Granate                                        | Zivilisten                                                                                  | 0        | 26        | Irakischer Widerstand         |
| 02. Dezember 2009 | Somalia                      | Anschlag in Boosaaso           |                              |                                                                                             | Sprengsatz                                     | Kino                                                                                        | 2        | 25        | Somalischer Bürgerkrieg       |
| 03. Dezember 2009 | Somalia                      | Anschlag in Mogadischu         | vermutlich al-Shabaab        | wahhabitisch, islamistisch                                                                  | Selbstmordattentäter                           | Hotel                                                                                       | 23 (+1)  | 60        | Somalischer Bürgerkrieg       |
| 04. Dezember 2009 | Pakistan                     | Anschlag in Rawalpindi         | vermutlich TTP               | deobandisch, islamisch-fundamentalistisch                                                   | 2 Selbstmordattentäter, Schusswaffen           | Moschee                                                                                     | 30 (+2)  |           | Konflikt in Nordwest-Pakistan |
| 07. Dezember 2009 | Irak                         | Anschlag in Bagdad             |                              |                                                                                             | Sprengstoff                                    | Schule                                                                                      | 7        | 41        | Irakischer Widerstand         |
| 07. Dezember 2009 | Pakistan                     | Anschlag in Peschawar          |                              |                                                                                             | Selbstmordattentäter                           | Gericht                                                                                     | 2 (+1)   | 20        | Konflikt in Nordwest-Pakistan |
| 07. Dezember 2009 | Pakistan                     | Anschlag in Lahore             |                              |                                                                                             | 2 Selbstmordattentäter                         | Markt                                                                                       | 49 (+2)  | 150       | Konflikt in Nordwest-Pakistan |
| 08. Dezember 2009 | Irak                         | Anschlag in Bagdad             | al-Qaida im Irak             | salafistisch, wahhabitisch, panislamisch, antikommunistisch, antizionistisch, antisemitisch | 5 Selbstmordattentäter mit Autobomben          | Finanzministerium, Gerichtsgebäude, Innenministerium, Justizinstitut, Technische Hochschule | 127 (+5) | 448       | Irakischer Widerstand         |
| 08. Dezember 2009 | Pakistan                     | Anschlag in Multan             |                              |                                                                                             | Autobombe, Granaten, Automatische Schusswaffen | Regierungsgebäude                                                                           | 9        | 40        | Konflikt in Nordwest-Pakistan |
| 13. Dezember 2009 | Irak                         | Anschlag in Bagdad             |                              |                                                                                             | Autobombe                                      | Militärrekrutierungszentrum                                                                 | 1        | 20        | Irakischer Widerstand         |
| 14. Dezember 2009 | Demokratische Republik Kongo | Massaker in Makombo            | LRA                          | christlich                                                                                  | Macheten, Äxte, Entführung                     | Dörfer                                                                                      | 321      |           | LRA-Konflikt                  |
| 15. Dezember 2009 | Demokratische Republik Kongo | Anschlag in Haut-Uele          | LRA                          | christlich                                                                                  |                                                | Zivilisten                                                                                  | 62       |           | LRA-Konflikt                  |
| 15. Dezember 2009 | Pakistan                     | Anschlag in Punjab             |                              |                                                                                             | Selbstmordattentäter mit Autobombe             | Markt                                                                                       | 27 (+1)  | 50        | Konflikt in Nordwest-Pakistan |
| 16. Dezember 2009 | Pakistan                     | Anschlag in Jamrud             |                              |                                                                                             | Granaten                                       | Konzert                                                                                     | 4        | 27        | Konflikt in Nordwest-Pakistan |
| 18. Dezember 2009 | Pakistan                     | Anschlag in Khyber Pakhtunkhwa |                              |                                                                                             | Selbstmordattentäter mit Autobombe             | Moschee                                                                                     | 11 (+1)  | 29        | Konflikt in Nordwest-Pakistan |
| 23. Dezember 2009 | Irak                         | Anschlag in Bagdad             |                              |                                                                                             | Sprengsatz                                     | Zivilisten                                                                                  | 3        | 28        | Irakischer Widerstand         |
| 24. Dezember 2009 | Irak                         | Anschlag in Hilla              |                              |                                                                                             | Autobombe, Sprengsatz am Straßenrand           | Zivilisten                                                                                  | 25       | 105       | Irakischer Widerstand         |
| 24. Dezember 2009 | Irak                         | Anschlag in Bagdad             |                              |                                                                                             | Sprengsatz                                     | Beerdigung                                                                                  | 9        | 33        | Irakischer Widerstand         |
| 24. Dezember 2009 | Irak                         | Anschlag in Bagdad             |                              |                                                                                             | Sprengsatz                                     | Zivilisten                                                                                  | 5        | 20        | Irakischer Widerstand         |
| 24. Dezember 2009 | Irak                         | Anschlag in Kerbela            |                              |                                                                                             | Sprengsatz                                     | Schiitische Pilger                                                                          | 0        | 22        | Irakischer Widerstand         |
| 25. Dezember 2009 | USA                          | Northwest-Airlines-Flug 253    | Umar Farouk Abdulmutallab    | islamistisch                                                                                | Selbstmordattentäter                           | Flugzeug                                                                                    | 0        | 2 (+1)    |                               |
| 25. Dezember 2009 | Irak                         | Anschlag in Bagdad             |                              |                                                                                             | Sprengsatz                                     | Zivilisten                                                                                  | 6        | 26        | Irakischer Widerstand         |
| 25. Dezember 2009 | Irak                         | Anschlag nahe Bagdad           |                              |                                                                                             | Sprengsatz                                     | Zivilisten                                                                                  | 3        | 20        | Irakischer Widerstand         |
| 27. Dezember 2009 | Pakistan                     | Anschlag in Muzaffarabad       |                              |                                                                                             | Selbstmordattentäter                           | Moschee                                                                                     | 10 (+1)  | 81        | Aufstand in Kaschmir          |
| 27. Dezember 2009 | Pakistan                     | Anschlag in Karatschi          | vermutlich Lashkar-e-Jhangvi | deobandisch-fundamentalistisch, salafistisch                                                | Sprengsatz                                     | Prozession                                                                                  | 0        | 26        | Aufstand in Kaschmir          |
| 28. Dezember 2009 | Pakistan                     | Anschlag in Karatschi          | vermutlich TTP               | deobandisch, islamisch-fundamentalistisch                                                   | Selbstmordattentäter                           | Schiiten-Prozession                                                                         | 44 (+1)  | 100+      | Konflikt in Nordwest-Pakistan |
| 30. Dezember 2009 | Irak                         | Anschlag in Diyala             |                              |                                                                                             | Sprengsatz                                     | Schiitische Pilger                                                                          | 7        | 28        | Irakischer Widerstand         |